# Bruno Saltor
Bruno Saltor Grau (El Masnou, 1º ottobre 1980) è un allenatore di calcio ed ex calciatore spagnolo, di ruolo difensore.

## Caratteristiche tecniche
Terzino destro, dotato di buona velocità, molto abile nell'effettuare cross ed assist ai compagni.

## Carriera

### Giocatore
Inizia il suo percorso professionistico nelle giovanili dell'Espanyol, dove in un solo anno passa dalla squadra C alla prima formazione. Il 29 settembre 2001 l'allenatore Paco Flores lo fa debuttare in Liga contro il Rayo Vallecano, e la stagione successiva viene mandato in prestito al Gimnàstic de Tarragona dove disputa 14 partite. Nel 2002 torna a giocare per l'Espanyol B, dove è titolare indiscusso, con 31 presenze e 3 reti.
Il 2003 è l'anno del suo trasferimento al Lleida, in cui rimane per tre anni, comandando il reparto difensivo con grande autorità in 120 partite.
Nel 2006 viene acquistato dall'Almería, con cui gioca per altre tre stagioni. Nel 2009 passa a titolo definitivo al Valencia. Mette a segno il suo primo gol con la maglia dei Taronges contro il Genoa il 17 dicembre 2009 a Marassi, in una gara valida per l'Europa League.
Il 26 giugno 2012 il Brighton, squadra militante nella seconda divisione inglese, ha ufficializzato l'ingaggio a parametro zero del giocatore al quale è stato offerto un contratto biennale. Il 21 maggio 2016 rinnova per un'altra stagione il proprio contratto con i Seagulls.

### Allenatore
Dopo aver iniziato come assistente nel Brighton, nel settembre 2022 segue Graham Potter al Chelsea. Il 2 aprile 2023, in seguito all'esonero di Potter, diventa il tecnico ad interim dei Blues.
Due giorni dopo al debutto pareggia per 0-0 contro il Liverpool per poi tornare a fare il vice, questa volta di Frank Lampard.

## Statistiche

### Presenze e reti nei club
Statistiche aggiornate al 17 febbraio 2018.
| Stagione               | Squadra                | Campionato             | Campionato | Campionato | Coppe nazionali | Coppe nazionali | Coppe nazionali | Coppe continentali | Coppe continentali | Coppe continentali | Altre coppe | Altre coppe | Altre coppe | Totale | Totale |
| Stagione               | Squadra                | Comp                   | Pres       | Reti       | Comp            | Pres            | Reti            | Comp               | Pres               | Reti               | Comp        | Pres        | Reti        | Pres   | Reti   |
| ---------------------- | ---------------------- | ---------------------- | ---------- | ---------- | --------------- | --------------- | --------------- | ------------------ | ------------------ | ------------------ | ----------- | ----------- | ----------- | ------ | ------ |
| 2000-2001              | Espanyol B             | SDB                    | 32+6       | 2          | -               | -               | -               | -                  | -                  | -                  | -           | -           | -           | 38     | 2      |
| 2001-gen. 2002         | Espanyol B             | SDB                    | 9          | 1          | -               | -               | -               | -                  | -                  | -                  | -           | -           | -           | 9      | 1      |
| 2001-gen. 2002         | Espanyol               | PD                     | 1          | 0          | CR              | 1               | 0               | -                  | -                  | -                  | -           | -           | -           | 2      | 0      |
| gen.-giu. 2002         | Gimnàstic              | SD                     | 14         | 0          | CR              | -               | -               | -                  | -                  | -                  | -           | -           | -           | 14     | 0      |
| 2002-2003              | Espanyol B             | SDB                    | 31         | 3          | -               | -               | -               | -                  | -                  | -                  | -           | -           | -           | 31     | 3      |
| Totale Espanyol B      | Totale Espanyol B      | Totale Espanyol B      | 72+6       | 4          |                 | -               | -               |                    | -                  | -                  |             | -           | -           | 78     | 4      |
| 2003-2004              | Lleida                 | SDB                    | 34+5       | 1          | CR              | 0               | 0               | -                  | -                  | -                  | -           | -           | -           | 39     | 1      |
| 2004-2005              | Lleida                 | SD                     | 37         | 0          | CR              | 1               | 0               | -                  | -                  | -                  | -           | -           | -           | 38     | 0      |
| 2005-2006              | Lleida                 | SD                     | 39         | 0          | CR              | 4               | 0               | -                  | -                  | -                  | -           | -           | -           | 43     | 0      |
| Totale Lleida          | Totale Lleida          | Totale Lleida          | 110+5      | 1          |                 | 5               | 0               |                    | -                  | -                  |             | -           | -           | 120    | 1      |
| 2006-2007              | Almería                | SD                     | 36         | 0          | CR              | 0               | 0               | -                  | -                  | -                  | -           | -           | -           | 36     | 0      |
| 2007-2008              | Almería                | PD                     | 34         | 0          | CR              | 2               | 0               | -                  | -                  | -                  | -           | -           | -           | 36     | 0      |
| 2008-2009              | Almería                | PD                     | 34         | 0          | CR              | 3               | 0               | -                  | -                  | -                  | -           | -           | -           | 37     | 0      |
| Totale Almería         | Totale Almería         | Totale Almería         | 104        | 0          |                 | 5               | 0               |                    | -                  | -                  |             | -           | -           | 109    | 0      |
| 2009-2010              | Valencia               | PD                     | 26         | 0          | CR              | 3               | 0               | UEL                | 8                  | 1                  | -           | -           | -           | 37     | 1      |
| 2010-2011              | Valencia               | PD                     | 19         | 0          | CR              | 2               | 0               | UCL                | 4                  | 0                  | -           | -           | -           | 25     | 0      |
| 2011-2012              | Valencia               | PD                     | 14         | 0          | CR              | 1               | 0               | UCL+UEL            | 0+3                | 0                  | -           | -           | -           | 18     | 0      |
| Totale Valencia        | Totale Valencia        | Totale Valencia        | 59         | 0          |                 | 6               | 0               |                    | 15                 | 1                  |             | -           | -           | 80     | 1      |
| 2012-2013              | Brighton & Hove        | FLC                    | 30         | 1          | FACup+CdL       | 0+1             | 0               | -                  | -                  | -                  | -           | -           | -           | 31     | 1      |
| 2013-2014              | Brighton & Hove        | FLC                    | 33         | 1          | FACup+CdL       | 0               | 0               | -                  | -                  | -                  | -           | -           | -           | 33     | 1      |
| 2014-2015              | Brighton & Hove        | FLC                    | 35         | 3          | FACup+CdL       | 1+1             | 0               | -                  | -                  | -                  | -           | -           | -           | 37     | 3      |
| 2015-2016              | Brighton & Hove        | FLC                    | 46+2       | 1          | FACup+CdL       | 0               | 0               | -                  | -                  | -                  | -           | -           | -           | 48     | 1      |
| 2016-2017              | Brighton & Hove        | FLC                    | 42         | 0          | FACup+CdL       | 0               | 0               | -                  | -                  | -                  | -           | -           | -           | 42     | 0      |
| 2017-2018              | Brighton & Hove        | PL                     | 20         | 0          | FACup+CdL       | 1+0             | 0               | -                  | -                  | -                  | -           | -           | -           | 21     | 0      |
| Totale Brighton & Hove | Totale Brighton & Hove | Totale Brighton & Hove | 206+2      | 6          |                 | 4               | 0               |                    | -                  | -                  |             | -           | -           | 212    | 6      |
| Totale carriera        | Totale carriera        | Totale carriera        | 579        | 11         |                 | 21              | 0               |                    | 15                 | 1                  |             | -           | -           | 615    | 12     |

### Statistiche da allenatore
Statistiche aggiornate al 2 aprile 2023.
| Stagione        | Squadra         | Campionato      | Campionato | Campionato | Campionato | Campionato | Coppe nazionali | Coppe nazionali | Coppe nazionali | Coppe nazionali | Coppe nazionali | Coppe continentali | Coppe continentali | Coppe continentali | Coppe continentali | Coppe continentali | Altre coppe | Altre coppe | Altre coppe | Altre coppe | Altre coppe | Totale | Totale | Totale | Totale | % Vittorie | Piazzamento |
| Stagione        | Squadra         | Comp            | G          | V          | N          | P          | Comp            | G               | V               | N               | P               | Comp               | G                  | V                  | N                  | P                  | Comp        | G           | V           | N           | P           | G      | V      | N      | P      | %          | Piazzamento |
| --------------- | --------------- | --------------- | ---------- | ---------- | ---------- | ---------- | --------------- | --------------- | --------------- | --------------- | --------------- | ------------------ | ------------------ | ------------------ | ------------------ | ------------------ | ----------- | ----------- | ----------- | ----------- | ----------- | ------ | ------ | ------ | ------ | ---------- | ----------- |
| apr. 2023       | Chelsea         | PL              | 1          | 0          | 1          | 0          | FACup+CdL       | -               | -               | -               | -               | UCL                | -                  | -                  | -                  | -                  | -           | -           | -           | -           | -           | 1      | 0      | 1      | 0      | &0,00      | ad interim  |
| Totale carriera | Totale carriera | Totale carriera | 1          | 0          | 1          | 0          |                 | -               | -               | -               | -               |                    |                    |                    |                    |                    |             |             |             |             |             | 1      | 0      | 1      | 0      | 0,00       |             |

## Palmarès

### Individuale
- PFA Football League Championship Team of the Year: 1[11]

2015-2016